# Schwierigkeitsskala (Klettern)
Als Schwierigkeitsskala bezeichnet man beim Klettern und Bergsteigen eine Skala aus (arabischen oder römischen) Zahlen und/oder Buchstaben, mit der sich die Schwierigkeit von Kletterrouten beschreiben lässt. Durch die Verwendung einer Bewertungsskala lässt sich die Schwierigkeit (auch: der Schwierigkeitsgrad) verschiedener Kletterrouten vergleichen.
Für die verschiedenen Spielformen des Kletterns und Bergsteigens existieren jeweils unterschiedliche Bewertungsskalen, die die für diese Sportart spezifischen Beanspruchungen berücksichtigen. So spielen beim Freiklettern andere Faktoren eine Rolle als beim technischen Klettern oder Eisklettern. Während bei Skalen, die für den alpinen Bereich konzipiert sind, häufig versucht wird, der Vielfalt verschiedener Anforderungen wie Ernsthaftigkeit (z. B. Ausgesetztheit, Absicherungsqualität, Brüchigkeit) oder konditioneller Belastung (z. B. Länge der Tour) Rechnung zu tragen, konzentrieren sich Skalen im Sportklettern meist auf die klettertechnische Schwierigkeit. Maßgeblich für die Bewertung ist hierbei die Schwierigkeit der Schlüsselstelle.
Die Bewertung der Schwierigkeit einer Route beruht auf normalen Bedingungen. Es darf also nicht außer Acht gelassen werden, dass etwa ein nasser oder vereister Fels viel größere Anforderungen an den Begeher stellt.
Üblicherweise kommt dem Erstbegeher einer Route das Recht eines ersten Bewertungsvorschlages zu. Häufig besprechen sich jedoch mehrere Kletterer bei der Bewertung und urteilen gemeinsam, um die Kriterien möglichst einheitlich zu halten. Bewertungsvorschläge können auch verändert werden, wenn eine große Zahl an Kletterern die vorgeschlagene Bewertung für unangemessen hält. Auch Veränderungen an der Route (z. B. durch Griffausbruch) können eine Neubewertung zur Folge haben.
Schwierigkeitsbewertungen sind immer subjektiv und Gegenstand von Diskussionen. Menschen sind physisch und psychisch unterschiedlich, daher sind derartige Angaben nur als Richtwert zu sehen.
So setzen Spitzenkletterer zunehmend sogenannte Kneepads ein. Dieses Hilfsmittel erleichtert bestimmte Bewegungsformen und erlaubt Ruhepositionen an Stellen, die sonst nicht möglich sind. Dadurch sinkt der Krafteinsatz und erhöht sich die Erholungsfähigkeit, um schwerere Routen einfacher klettern zu können. Alexander Megos hat daher die Art der Begehung in die Bewertung des Schwierigkeitsgrades eingebracht.
Außerdem unterliegen Bewertungsskalen einem starken historischen Wandel, aber auch lokalen Traditionen. Neuentwicklungen wie z. B. die Entstehung neuer Kletterstile oder Verbesserungen im Ausrüstungsbereich machen laufende Erweiterungen bzw. Adaptionen der verschiedenen Skalen notwendig.

## Geschichte

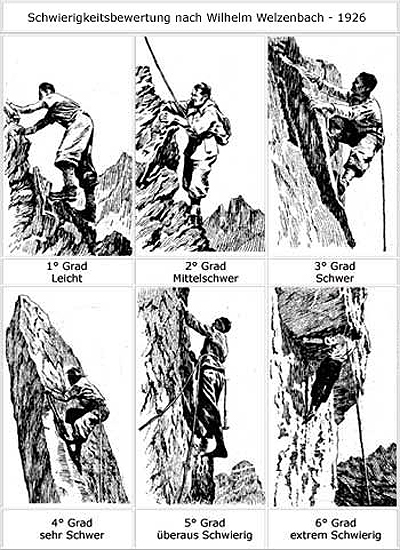
Grafische Darstellung der Welzenbach-Skala (1926)

Fritz Benesch, Autor des Raxführers von 1894, hat bereits in der ersten Auflage seines Führerwerkes den Versuch unternommen, mit einer „Vergleichsweisen Rangeinteilung der Steige nach ihrer Schwierigkeit“ die erste alpine Schwierigkeitsbewertung zu definieren. Diese Benesch-Skala hatte sieben Schwierigkeitsstufen. Mit der Stufe VII bewertete Benesch die leichtesten Routen, mit der Stufe I die damals schwierigsten. Bald wurden noch schwierigere Anstiege begangen, die dann mit Stufe 0 und später mit 00 bewertet wurden (etwa IV–V nach UIAA). Weitere Skalen wie die 1923 von Wilhelm „Willo“ Welzenbach vorgeschlagene Welzenbach-Skala kehrten die Richtung der Bewertung um, sodass den schwierigsten Anstiegen nunmehr die höchsten Zahlen zugeordnet wurden. Daraus entstand die 1947 in Chamonix entworfene sechsstufige Alpenskala, die sich international durchsetzte und 1968 in UIAA-Skala umbenannt wurde. In den Jahren 1977 bis 1979 wurde sie nach oben geöffnet.
Die folgende verbale Beschreibung der UIAA-Skala stammt noch aus der Zeit vor der Entstehung des modernen Sportkletterns. Sie ist daher nur sehr bedingt auf diese Form des Kletterns mit ihren verbesserten sicherungs- und ausrüstungstechnischen Möglichkeiten übertragbar. Mittlerweile wird von Seiten der UIAA von solchen Definitionsversuchen aufgrund ihrer fehlenden Objektivierbarkeit und der Schwierigkeit adäquater Beschreibungen abgeraten. Daher hat sich besonders im höheren Schwierigkeitsbereich die numerische Bewertung durchgesetzt. Im untersten Schwierigkeitsbereich sind verbale Kurzbeschreibungen noch manchmal anzutreffen: Alpines, auch wegloses, Gelände, das noch keinen oder nur wenig Einsatz der Hände erfordert, wird meist als „unschwierig“, „wenig schwierig“ oder seltener auch als „leicht“ bezeichnet, diese Bezeichnungen werden hierbei jedoch uneinheitlich gehandhabt und teilweise auch bis zum I. UIAA-Schwierigkeitsgrad verwendet.
| Bewertung        | Erklärung |
| ---------------- | --- |
| I                | Geringe Schwierigkeiten, einfachste Form der Felskletterei (jedoch kein leichtes Gehgelände). Die Hände sind zur Unterstützung des Gleichgewichtes erforderlich. Anfänger müssen am Seil gesichert werden. Schwindelfreiheit ist bereits erforderlich. |
| II               | Mäßige Schwierigkeiten. Hier beginnt die Kletterei, welche die Drei-Punkt-Haltung erforderlich macht. |
| III              | Mittlere Schwierigkeiten. Geübte und erfahrene Kletterer können Passagen dieser Schwierigkeit noch ohne Seilsicherung erklettern. Senkrechte Stellen verlangen bereits Kraftaufwand. |
| IV               | Große Schwierigkeiten. Hier beginnt die Kletterei schärferer Richtung. Erhebliche Klettererfahrung notwendig. Längere Kletterstellen bedürfen meist mehrerer Zwischensicherungen. Auch geübte und erfahrene Kletterer bewältigen Passagen dieser Schwierigkeit gewöhnlich nicht mehr ohne Seilsicherung.                                                                             |
| V                | Sehr große Schwierigkeiten. Zunehmende Anzahl an Zwischensicherungen ist die Regel. Erhöhte Anforderungen an körperliche Voraussetzungen, Klettertechnik und Erfahrung. Lange hochalpine Routen im Schwierigkeitsgrad V zählen bereits zu den ganz großen Unternehmungen in den Alpen und außeralpinen Regionen.                                                                     |
| VI               | Überaus große Schwierigkeiten. Die Kletterei erfordert weit überdurchschnittliches Können und hervorragenden Trainingsstand. Große Ausgesetztheit, oft verbunden mit kleinen Standplätzen. Passagen dieser Schwierigkeit können in der Regel nur bei guten Bedingungen bezwungen werden.                                                                                             |
| VII              | Außergewöhnliche Schwierigkeiten. Ein durch gesteigertes Training und verbesserte Ausrüstung erreichter Schwierigkeitsgrad. Auch die besten Kletterer benötigen ein an die Gesteinsart angepasstes Training, um Passagen dieser Schwierigkeit nahe der Sturzgrenze zu meistern. Neben akrobatischem Klettervermögen ist das Beherrschen ausgefeilter Sicherungstechnik unerlässlich. |
| VIII und darüber | Keine wörtliche Entsprechung |

## Bewertungsskalen im Freiklettern
Während es bei den meisten Spielformen des Kletterns nur eine Bewertungsskala gibt, hat sich beim Freiklettern eine Vielzahl an Bewertungssystemen entwickelt, die teilweise auch unterschiedliche Schwerpunkte bei den Einflussfaktoren setzen. Die meisten dieser Skalen sind nur regional von Bedeutung, nur drei bzw. vier sind überregional gebräuchlich und dienen damit auch als Referenz zur „Umrechnung“ der anderen Skalen. Die überregional gebräuchlichen Bewertungsskalen sind die französische Skala, die UIAA-Skala, in USA auch das Yosemite Decimal System (YDS) sowie beim Bouldern die Fontainebleau-Skala (Fb). Des Weiteren gibt es eine polnische und eine skandinavische Schwierigkeitsskala.
Die früher allgemein vor allem im Alpen- und im westdeutschen Raum verwendete UIAA-Skala wird beim Sportklettern, vor allem in Klettergebieten, die häufig von Kletterern aus anderen Nationen besucht werden, immer häufiger durch die französischen Bewertung ergänzt. Die Grenze, wo die französische Skala Anwendung findet, ist nach Süden und Westen fließend.
Im Klettergebiet Sächsische Schweiz gibt es die bereits vor dem Ersten Weltkrieg gebräuchliche sächsische Skala, die sich durch die Teilung Deutschlands ab dem Zweiten Weltkrieg unbeeinflusst von den anderen Skalen weiterentwickelt hat. Ab Ende der 1970er Jahre wurden die oberen Schwierigkeitsgrade stark an die UIAA-Skala bzw. auch andersherum angelehnt. Die Skala wird auch in anderen ostdeutschen Klettergebieten verwendet, so etwa im Zittauer Gebirge. Aus historischen Gründen wird sie auch an den Sandsteinfelsen im Norden Tschechiens verwendet (Böhmische Schweiz, Lausitzer Gebirge, Český ráj). Dort wird sie heute als JPK-Skala (Jednotná pískovcová klasifikace) bezeichnet.
Die Umrechnung der verschiedenen Bewertungsskalen ist nicht linear, daher geschieht dies meist mit Hilfe von Tabellen.

### Die gebräuchlichsten Bewertungsskalen
Die UIAA-Skala wird in römischen oder arabischen Ziffern angegeben. Möglich sind ganze Zahlen, Auf- bzw. Abwertungen durch Nachstellen eines „+“ oder „−“ sowie Feinabstufungen wie beispielsweise „VII+/VIII−“ (zwischen einer VII+ und einer VIII−). Die französische Skala wird in indisch-arabischen Ziffern sowie jeweils einem Buchstaben (a, b oder c) angegeben. Wie in der UIAA-Skala sind Zwischenwerte und Aufwertung mit „+“ möglich, jedoch keine Abwertung mit „−“.
Die anerkannt schwierigsten Routen befinden sich im Bereich XII− (UIAA) bzw. 9b+ (französisch). Die erste Route in diesem Grad, deren Schwierigkeit bestätigt wurde, ist die von Adam Ondra im Februar 2013 erstbegangene und von Chris Sharma im März 2013 wiederholte Route „La Dura Dura“ in Oliana. Zuvor wurde die Schwierigkeit 9b+ (franz.) bereits mehrmals von verschiedenen Kletterern vorgeschlagen. Im September 2017 gelang Adam Ondra die Route „Silence“ im norwegischen Flatanger. Die von ihm vorgeschlagene Bewertung 9c (XII, 5.15d) ist bislang nicht bestätigt. Als weltweit zweiter Kletterer schlug Alexander Megos für die Erstbegehung der Route „Bibliographie“ in Céüse im August 2020 den Schwierigkeitsgrad 9c vor, welche von Stefano Ghisolfi ein Jahr später wiederholt wurde. Er schlug eine Abwertung auf 9b+ vor, welcher Megos zustimmte.

### Vergleichstafel
| YDS (USA) | British (UK) Tech/Adj | British (UK) Tech/Adj | Französisch | UIAA (Mitteleuropa) | Australien | Sächsisch (Sachsen/ Nordböhmen 1) | Skandinavien | Brasilien | Fontainebleau |
| --------- | --------------------- | --------------------- | ----------- | ------------------- | ---------- | --------------------------------- | ------------ | --------- | ------------- |
|           |                       |                       | 1           | I                   |            | I                                 | 1            | Isup      |               |
|           |                       |                       | 2           | II                  | 11         | II                                | 2            | II        |               |
|           |                       |                       | 3           | III                 | 12         | III                               | 3            | IIsup     | 2             |
| 5.1       |                       |                       |             | III+                |            |                                   | 3+           |           |               |
| 5.2       | 4a                    | VD                    | 4a          | IV-                 |            | IV                                | 4-           | III       | 3             |
| 5.3       |                       |                       | 4b          | IV                  |            | IV                                | 4            |           |               |
| 5.4       |                       |                       | 4c          | IV+                 |            | V                                 | 4+           | III       | 3             |
| 5.6       |                       | S                     | 5a          | V−                  | 13         | V                                 | 5−           | IIIsup    |               |
| 5.7       | 4b                    | HS                    |             | V                   | 14         | VI                                | 5            | IV        | 4a            |
|           | 4c                    |                       | 5b          | V+                  | 15         | VIIa                              |              |           |               |
| 5.8       |                       | VS                    |             | VI−                 | 16         | VIIa                              | 5+           | IVsup     |               |
| 5.9       | 5a                    | HVS                   | 5c          | VI                  | 17         | VIIb                              |              | V         | 4b            |
| 5.10a     |                       | E1                    | 6a          | VI+                 | 18         | VIIc                              | 6−           | Vsup      |               |
| 5.10b     | 5b                    |                       | 6a+         | VII−                | 19         | VIIIa                             |              | VI        |               |
| 5.10c     |                       | E2                    | 6b          | VII                 | 20         | VIIIb                             | 6            |           |               |
| 5.10d     | 5c                    |                       | 6b+         | VII+                | 21         | VIIIc                             |              | VIsup     | 4c            |
| 5.11a     |                       | E3                    | 6c          | VII+/VIII−          | 22         |                                   | 6+           | VIIa      | 5a            |
| 5.11b     |                       |                       | 6c+         | VIII−               | 23         | IXa                               |              |           |               |
| 5.11c     | 6a                    | E4                    | 7a          | VIII                | 24         | IXb                               | 7−           | VIIb      | 5b            |
| 5.11d     |                       |                       | 7a+         | VIII+               | 25         | IXc                               | 7            | VIIc      | 5c            |
| 5.12a     |                       | E5                    | 7b          | VIII+/IX−           | 26         |                                   | 7+           | VIIIa     | 6a            |
| 5.12b     | 6b                    |                       | 7b+         | IX−                 |            | Xa                                | 8−           | VIIIb     | 6b            |
| 5.12c     |                       | E6                    | 7c          | IX                  | 27         | Xb                                | 8            | VIIIc     | 6c            |
| 5.12d     | 6c                    |                       | 7c+         | IX+                 | 28         | Xc                                | 8+           | IXa       | 7a            |
| 5.13a     |                       | E7                    | 8a          | IX+/X−              | 29         |                                   | 9−           | IXb       | 7a+           |
| 5.13b     |                       |                       |             |                     |            |                                   | 9            | IXc       | 7b            |
| 5.13c     | 7a                    | E8                    | 8a+         | X−                  | 30         | XIa                               | 9+           | Xa        | 7b+           |
|           |                       |                       |             |                     |            |                                   |              |           | 7c            |
| 5.13d     |                       | E9                    | 8b          | X                   | 31         | XIb                               | 10−          | Xb        | 7c+           |
| 5.14a     |                       |                       | 8b+         | X+                  | 32         | XIc                               | 10           | Xc        | 8a            |
| 5.14b     | 7b                    | E10                   | 8c          | XI-                 | 33         | XIIa                              | 10+          | XIa       | 8a+           |
| 5.14c     |                       | E11                   | 8c+         | XI−/XI              | 34         | XIIa/XIIb                         | 11−          |           | 8b            |
| 5.14d     | 7c                    |                       | 9a          | XI                  | 35         | XIIb                              | 11           |           | 8b+           |
|           |                       |                       |             |                     |            |                                   |              |           | 8c            |
| 5.15a     |                       |                       | 9a+         | XI/XI+              |            |                                   | 11+          |           | 8c+           |
|           |                       |                       | 9a+/9b      | XI+                 |            |                                   |              |           |               |
| 5.15b     |                       |                       | 9b          | XI+/XII−            |            |                                   |              |           |               |
| 5.15c     |                       |                       | 9b+         |                     |            |                                   |              |           | 9a            |
| 5.15d     |                       |                       | 9c          | XII                 |            |                                   |              |           |               |
| YDS (USA) | British (UK) Tech/Adj | British (UK) Tech/Adj | Französisch | UIAA (Mitteleuropa) | Australien | Sächsisch (Sachsen/ Nordböhmen 1) | Skandinavien | Brasilien | Fontainebleau |

### Weitere Bewertungsskalen
Die Sächsische Skala wird in römischen Zahlen angegeben. Sie beginnt mit I und ist nach oben offen. Ab VII sind die Schwierigkeitsgrade mit Zusatz der Buchstaben a, b und c weiter unterteilt. Die schwierigsten Kletterwege der Sächsischen Schweiz erreichen die bestätigte Schwierigkeit XIc. Zusätzlich gibt es in Sachsen noch eine Skala für Sprünge. Sie wird in arabischen Ziffern angegeben und startet mit einer nach oben offenen Schwierigkeitsgrade beginnend von 1. Sprünge bis zur Schwierigkeit 6 sind anerkannt. Eine davon abgeleitete Skala ist die tschechische Schwierigkeitsskala JPK (Jednotná pískovcová klasifikace). Diese endete länger als bei der Sächsischen Skala, bis in die 1990er Jahre, beim siebten Grad und ist dadurch nur teilweise (vor allem in den unteren Bereichen) mit der Sächsischen Skala identisch. Danach wurde in den Böhmischen Sandsteingebieten wieder die nach oben offene Sächsische Skala verwendet, so dass die Grade im oberen Bereich wieder identisch mit der Sächsischen Skala sind. In der Böhmischen Schweiz wurde der Schwierigkeitsgrad XIIb erreicht.

## Bewertungsskalen für andere Bereiche des Kletterns und Bergsteigens

### Bouldern
Bouldern ist das Klettern an Felsblöcken, Felswänden oder an künstlichen Kletterwänden in Absprunghöhe. Für die Bewertung der Schwierigkeit dieser Klettereien existieren unterschiedliche Bewertungssysteme. Die weiteste Verbreitung hat beim Bouldern die Fb-Skala (Fontainebleau-Skala). Diese wurde im französischen Traditionsbouldergebiet Fontainebleau entwickelt und differenziert ein Boulderproblem danach, ob es sich um ein reines Boulderproblem (Fb-Bloc) oder um ein Traversenproblem (Fb-Trav) handelt. In den USA ist auch noch die V-Skala üblich.
Der momentan schwerste Boulder (bloc) befindet sich in Finnland, in der Nähe von Helsinki, und wurde durch den Finnen Nalle Hukkataival in vierjähriger Arbeit im Rahmen des Lappnor-Projektes erschlossen und geklettert. Im Oktober 2016 konnte er dieses Projekt beenden und nannte den Boulder Burden of Dreams – der Bewertungsvorschlag ist 9a. Aktuell existieren neun Boulder, die mit der Schwierigkeit 9a bewertet werden, fünf davon (Burden of Dreams, Alphane, Return of the Sleepwalker, Soudain Seul und Spots of Time) wurden wiederholt und in ihrem Grad bestätigt.
Die nachfolgende Tabelle besitzt keine Verbindlichkeit und soll lediglich der Orientierung dienen, da keine offizielle Zuordnung bekannt ist.
| V-Scale | Fb-Bloc | Fb-Trav |
| ------- | ------- | ------- |
|         | 2       | 2+      |
|         | 2+      | 3       |
|         | 3       | 3+      |
|         | 3+      | 4       |
| V 0     | 4       | 4+      |
|         | 4+      | 5       |
| V 1     | 5       | 5+      |
| V 2     | 5+      | 6a      |
| V 3     | 6a      | 6a+     |
| V 4     | 6a+     | 6b      |
|         | 6b      | 6b+     |
| V 5     | 6b+     | 6c      |
|         | 6c      | 6c+     |
| V 6     | 6c+     | 7a      |
|         | 7a      | 7a+     |
| V 7     | 7a+     | 7b      |
| V 8     | 7b      | 7b+     |
| V 9     | 7b+     | 7c      |
|         | 7c      | 7c+     |
| V 10    | 7c+     | 8a      |
| V 11    | 8a      | 8a+     |
| V 12    | 8a+     | 8b      |
| V 13    | 8b      | 8b+     |
| V 14    | 8b+     | 8c      |
| V 15    | 8c      | 8c+     |
| V 16    | 8c+     | 9a      |
| V 17    | 9a      |         |
| V-Scale | Fb-Bloc | Fb-Trav |

### SAC-Berg- und Hochtourenskala
Die SAC-Berg- und Hochtourenskala ist eine weitere, vom SAC (Schweizer Alpen-Club) speziell für hochalpine Fels- und Eistouren entwickelte Schwierigkeitsskala für das Klettern. Sie dient der Graduierung der einzelnen Alpinrouten als Referenz bei normalen und trockenen Wetterbedingungen und orientiert sich jeweils an der Schlüsselstelle. Daneben wurden noch vom SAC eine Wanderskala, Absicherungsskala, Skitourenskala und Schneeschuhtourenskala entwickelt.

### Technisches Klettern
Die Bewertungsskala im technischen Klettern reicht von A0 bis A5. Dabei entspricht A0 im Prinzip dem Freiklettern, wobei einzelne Sicherungspunkte zum Festhalten oder Treten benutzt werden. Bei einer Schwierigkeit von A5 findet die Fortbewegung nur noch an künstlichen Haltepunkten statt, die – mit Ausnahme der Standplatzsicherungen – gerade noch das Körpergewicht des Kletterers tragen. Ein Ausbrechen eines der Haltepunkte in einer A5-Route führt in der Folge zum Ausbrechen der gesamten Haltepunktkette, zu weiten Stürzen meist bis in die Standplatzsicherung hinein und endet mit hoher Wahrscheinlichkeit mit ernsthaften Verletzungen.
| Skala | Beschreibung |
| ----- | --- |
| A0    | Ein Sicherungspunkt (z. B. ein Haken) wird zur Fortbewegung (als Tritt oder Griff) verwendet. |
| A1    | Eine Trittschlinge wird in einen Sicherungspunkt eingehängt und verwendet. |
| A2    | Zwei Trittschlingen oder Trittleitern werden in einen Sicherungspunkt eingehängt und zur Fortbewegung verwendet. |
| A3    | Zwei Trittleitern werden verwendet, die Haken, in die sie eingehängt wurden, sind aber von schlechter Qualität. |
| A4    | Wie A3 unter schwierigeren Bedingungen (Sicherungspunkte sind schlecht anzubringen) und die Überwindung der Kletterpassage verlangt Kraft und Ausdauer.                                                                      |
| A5    | Die Fortbewegung erfolgt ausschließlich oder fast ausschließlich an künstlichen Sicherungs- bzw. Haltepunkten, deren Qualität überdies meist so schlecht ist, dass ein Sturz erst von der Standplatzsicherung gehalten wird. |

### Drytooling, Eisklettern und Mixed-Klettern
Für das Drytooling, das Eis- und Mixed-Klettern gibt es ebenfalls eigene Skalen. Die tatsächliche Schwierigkeit bei Eisfällen und Mixedtouren ist von Faktoren wie Eisbildung, Temperatur, Sonneneinstrahlung und ähnlichem abhängig und kann um bis zu eineinhalb Grade von der angegebenen Schwierigkeit abweichen. Beim Drytooling wird komplett ohne Eis, aber mit Eisgeräten geklettert.
Mixed-Routen werden mit der zwölfstufigen M-Skala bewertet. Bei den Graden wird mit + oder − eine feinere Einstufung erreicht. Die schottische Mixed-Skala besteht aus einer römischen Ziffer, gefolgt von einer arabischen Ziffer, wobei die römische für die Gesamtbewertung steht und die arabische für den schwierigsten technischen Abschnitt. Die Skala reicht von I bis XII bzw. von 4 bis 12.
Drytoolingrouten werden in einer 16-stufigen D-Skla bewertet. Bei den Graden wird mit + oder − eine feinere Einstufung erreicht. Sie lehnt sich in etwa an die Mixed-Skala an und ist mit dieser dadurch vergleichbar.
Die Schwierigkeit beim Eisklettern wird mit der siebenstufigen WI-Skala bewertet, WI steht für Water Ice. Bei den Graden wird mit + oder − eine feinere Einstufung erreicht. Daneben gibt es noch AI für Alpine Ice und MI für Mushroom Ice.
Im Jahre 2010 wurde von Will Gadd und Tim Emmett für die Route „Spray On“ an den Helmcken Falls, British Columbia der Schwierigkeitsgrad WI10 vorgeschlagen. Dieser Grad hat jedoch noch nicht Eingang in die allgemein anerkannte Skala gefunden.
| Skala | Steilheit [°]     | Eiszustand                                      | Sicherungsmöglichkeiten                     | Sonstiges                                  |
| ----- | ----------------- | ----------------------------------------------- | ------------------------------------------- | ------------------------------------------ |
| WI1   | 40–60             |                                                 | Sicherungen sind leicht anzubringen         |                                            |
| WI2   | 60–70             | kompaktes Eis                                   | gute Sicherungsmöglichkeiten                |                                            |
| WI3   | 70–80             | kompaktes Eis                                   | gute Sicherungsmöglichkeiten                | abwechselnd steilere und flachere Passagen |
| WI4   | 80                | kurze Passagen mit Röhreneis möglich            | gute Sicherungsmöglichkeiten                | kurze Abschnitte senkrechtes Eis möglich   |
| WI5   | 85–90             | kurze Passagen mit Röhreneis möglich            | gute Sicherungsmöglichkeiten                | längere senkrechte Passagen                |
| WI6   | 90                | Röhreneis und freistehende Eissäulen            | teilweise schlechte Sicherungsmöglichkeiten |                                            |
| WI7   | >90 (überhängend) | dünne freistehende Eissäulen, freihängendes Eis | sehr schlechte Sicherungsmöglichkeiten      |                                            |

### Ernsthaftigkeit einer Route
Als Ergänzung der UIAA, der Mixed- (M) und der Wassereisfall- (WI) Skala ist eine Ernsthaftigkeits-Bewertung sinnvoll.

### Klettersteige
Für Klettersteige gibt es bislang keine einheitliche, allgemein gültige Skala. Im deutschsprachigen Raum hat sich allerdings die Skala von Kurt Schall (A, B, C, D, E) durchgesetzt. Die von „Klettersteigpapst“ Eugen E. Hüsler aufgestellte „Hüsler-Skala“ (K1, K2, K3, …) sowie weitere, vorwiegend regional verbreitete Skalen sind dennoch weiterhin gebräuchlich. Inzwischen gibt es mehrere extreme Klettersteige, deren Schwierigkeiten die etablierte Bewertungsskala sprengen, indem sie Schwierigkeiten oberhalb der Stufe E aufweisen. Die Stufe F kommt im Alpenraum bereits mehrfach vor. Ein einzelner Klettersteig hat bislang die Stufe G erreicht: der im März 2012 auf Gran Canaria errichtete Klettersteig Ferrata Extraplomix.
| Schall | Hüsler  | Beschreibung     |
| ------ | ------- | ---------------- |
| A      | K1      | wenig schwierig  |
| B      | K2 (K3) | mäßig schwierig  |
| C      | K3 (K4) | schwierig        |
| D      | K4 (K5) | sehr schwierig   |
| E      | (K5) K6 | extrem schwierig |
| (F)    | K7      | extrem schwierig |